# دايل بمبرز
دايل بمبرز (بالإنجليزية: Dale Bumpers)‏ (و. 1925 – 2016 م) هو سياسي، وضابط، ومحام من الولايات المتحدة الأمريكية ولد في تشارلستون.
تولى منصب عضو مجلس الشيوخ الأمريكي .وهو عضو في الحزب الديمقراطي الأمريكي .

## روابط خارجية
- دايل بمبرز على موقع IMDb (الإنجليزية)
- دايل بمبرز على موقع مونزينجر (الألمانية)
- دايل بمبرز على موقع إن إن دي بي (الإنجليزية)